# Вілльштетт
Вілльштетт (нім. Willstätt) — громада в Німеччині, знаходиться в землі Баден-Вюртемберг. Підпорядковується адміністративному округу Фрайбург. Входить до складу району Ортенау.
Площа — 55,26 км2. Населення становить 9982 ос. (станом на 31 грудня 2020).